# Дамат Али-паша
Дамат Али-паша (тур. Silahdar Damat Ali Paşa или Sehid Damad Silahdar Ali Pasha; 1667 — Петроварадин, 5. август 1716), био је турски велики везир.
Дамат Али-паша био је велики везир (и силахдар и шехид) Османског царства у периоду 27. април 1713 — 5. август 1716. у време султана Ахмеда III. Предводио је турску војску против аустријске у бици код Петроварадина 1716. године и ту је претрпео пораз. Место на коме је разапео шатор из којег је командовао битком названо је Везирац. У тој бици је рањен и убрзо је умро.
Сахрањен је у Београдској тврђави на Калемегдану. Ту је над његовим гробом сазидано турбе. Ово Дамат Али-пашино турбе сазидано је 1783. а данашњи изглед добило је приликом обнове 1928. У том турбету касније су сахрањени и заповедници Београдске тврђаве Селим паша 1847. и Хасан паша 1850.